# Welgelegen (Suriname)
Welgelegen est un ressort du district de Coronie au Suriname. 

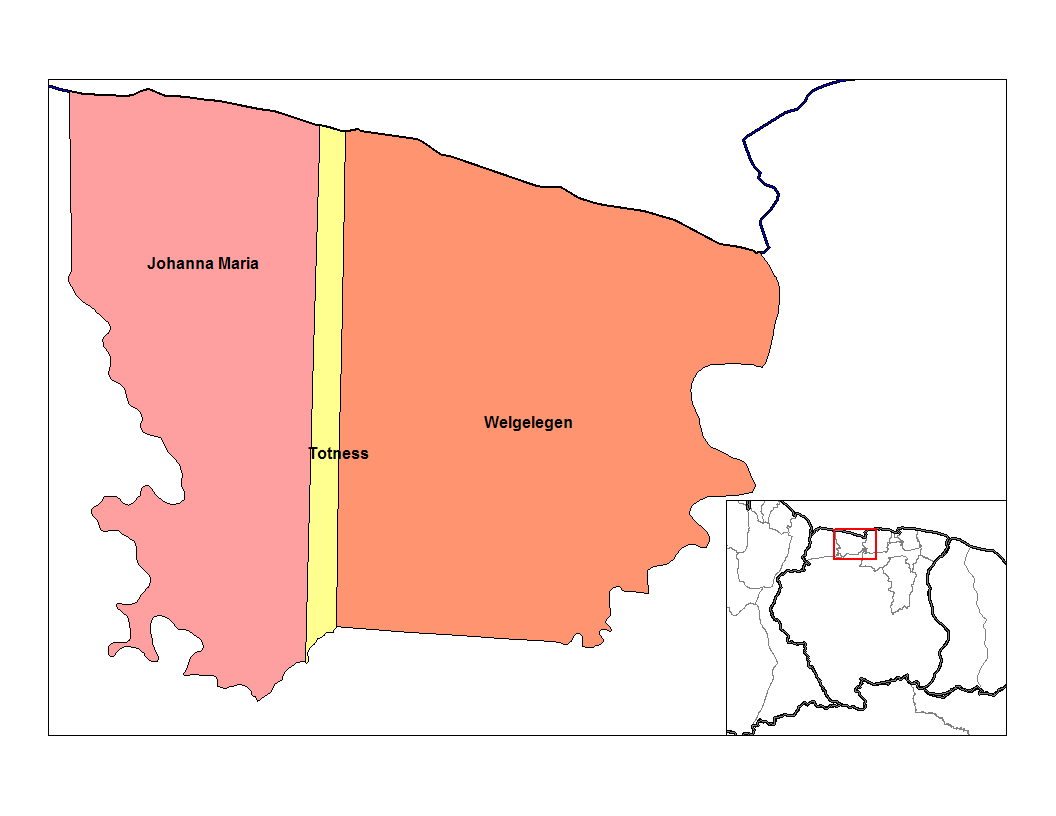
Carte des ressorts de Coronie.

## Source
- (en) Cet article est partiellement ou en totalité issu de l’article de Wikipédia en anglais intitulé « Welgelegen, Coronie District » (voir la liste des auteurs).